# Biathlon na Zimowych Igrzyskach Olimpijskich 2022 – sztafeta kobiet
Biathlonowa sztafeta kobiet na Zimowych Igrzyskach Olimpijskich 2022 odbyła się 16 lutego w Kuyangshu Nordic Center and Biathlon Center w Zhangjiakou.
Mistrzostwo olimpijskie wywalczyła sztafeta Szwecji w składzie Linn Persson, Mona Brorsson, Hanna Öberg, Elvira Öberg. Srebro przypadło reprezentantkom Rosyjskiego Komitetu Olimpijskiego (Irina Kazakiewicz, Kristina Riezcowa, Swietłana Mironowa, Uljana Nigmatullina). Brąz wywalczyły Vanessa Voigt, Vanessa Hinz, Franziska Preuß, Denise Herrmann z Niemiec.
Polska sztafeta Monika Hojnisz-Staręga, Kamila Żuk, Kinga Zbylut, Anna Mąka zajęła 14. miejsce.

## Terminarz
| Data      | Konkurencja | Godzina rozpoczęcia | Godzina rozpoczęcia |
| Data      | Konkurencja | UTC+08:00           | CET                 |
| --------- | ----------- | ------------------- | ------------------- |
| 16 lutego | Finał       | 15:45               | 08:45               |

## Wyniki
| Poz. | Nr | Reprezentacja               | Zawodniczki                                                                | Strzelanie      | Strzelanie      | Czas zawodniczki                | Strzelanie drużyny | Czas drużyny | Strata  |         |                                                     |             |                 |                                 |     |           |   |
| ---- | -- | --------------------------- | -------------------------------------------------------------------------- | --------------- | --------------- | ------------------------------- | ------------------ | ------------ | ------- | ------- | --------------------------------------------------- | ----------- | --------------- | ------------------------------- | --- | --------- | - |
| Poz. | Nr | Reprezentacja               | Zawodniczki                                                                | 01 !            | 3               | Czas zawodniczki                | Strzelanie drużyny | Czas drużyny | Strata  | Szwecja | Linn Persson Mona Brorsson Hanna Öberg Elvira Öberg | 0+0 0+1 0+0 | 0+1 0+0 0+3 0+1 | 17:24,9 17:45,9 17:58,4 17:54,7 | 0+6 | 1:11:03,9 | — |
| 02 ! | 2  | Rosyjski Komitet Olimpijski | Irina Kazakiewicz Kristina Riezcowa Swietłana Mironowa Uljana Nigmatullina | 0+1 0+0         | 0+1 0+0 0+3 0+1 | 17:41,3 17:02,5 18:38,9 17:53,2 | 1+7                | 1:11:15,9    | +12,0   |         |                                                     |             |                 |                                 |     |           |   |
| 03 ! | 5  | Niemcy                      | Vanessa Voigt Vanessa Hinz Franziska Preuß Denise Herrmann                 | 0+0 0+1         | 0+0 0+2 0+1     | 17:24,4 18:05,3 18:16,5 17:55,1 | 0+6                | 1:11:41,3    | +37,4   |         |                                                     |             |                 |                                 |     |           |   |
| 4.   | 4  | Norwegia                    | Karoline Offigstad Knotten Tiril Eckhoff Ida Lien Marte Olsbu Røiseland    | 0+0 0+2 0+0 0+1 | 0+0 2+3 0+1     | 17:38,0 18:59,2 17:47,5 17:29,9 | 2+8                | 1:11:54,6    | +50,7   |         |                                                     |             |                 |                                 |     |           |   |
| 5.   | 7  | Włochy                      | Lisa Vittozzi Dorothea Wierer Samuela Comola Federica Sanfilippo           | 0+1 0+0         | 0+1 0+0 0+1 0+2 | 17:25,9 17:28,6 18:22,1 19:20,4 | 0+5                | 1:12:37,0    | +1:33,1 |         |                                                     |             |                 |                                 |     |           |   |
| 6.   | 1  | Francja                     | Anaïs Bescond Anaïs Chevalier-Bouchet Justine Braisaz-Bouchet Julia Simon  | 0+0 1+3 0+2 0+0 | 0+1 0+0 1+3     | 17:36,9 18:53,4 17:55,1 18:51,5 | 2+10               | 1:13:16,9    | +2:13,0 |         |                                                     |             |                 |                                 |     |           |   |
| 7.   | 9  | Ukraina                     | Iryna Petrenko Julija Dżima Anastasija Merkuszyna Olena Biłosiuk           | 0+0 1+3 0+0     | 0+0 0+3 0+0     | 17:46,1 19:06,1 18:09,5 19:02,4 | 1+6                | 1:14:04,1    | +3:00,2 |         |                                                     |             |                 |                                 |     |           |   |
| 8.   | 8  | Czechy                      | Eva Puskarčíková Markéta Davidová Jessica Jislová Lucie Charvátová         | 0+0 0+1 0+0     | 0+2 0+1 0+3     | 18:20,2 17:40,7 18:49,8 19:15,3 | 1+8                | 1:14:06,0    | +3:02,1 |         |                                                     |             |                 |                                 |     |           |   |
| 9.   | 14 | Austria                     | Dunja Zdouc Lisa Theresa Hauser Anna Juppe Katharina Innerhofer            | 0+0 0+1 2+3 0+0 | 0+0 1+3         | 18:13,0 18:12,3 19:51,3 18:51,0 | 3+7                | 1:15:07,6    | +4:03,7 |         |                                                     |             |                 |                                 |     |           |   |
| 10.  | 16 | Kanada                      | Emma Lunder Megan Bankes Emily Dickson Sarah Beaudry                       | 0+1 0+0 0+1 0+0 | 0+1 0+3 0+2 0+0 | 17:45,8 18:29,7 19:39,3 19:39,5 | 0+8                | 1:15:34,3    | +4:30,4 |         |                                                     |             |                 |                                 |     |           |   |
| 11.  | 10 | Stany Zjednoczone           | Susan Dunklee Clare Egan Deedra Irwin Joanne Reid                          | 0+0 0+2 0+0     | 0+0 1+3 0+1     | 18:44,8 19:04,1 19:17,1 18:45,3 | 2+9                | 1:15:51,3    | +4:47,4 |         |                                                     |             |                 |                                 |     |           |   |
| 12.  | 18 | Chińska Republika Ludowa    | Tang Jialin Chu Yuanmeng Ding Yuhuan Meng Fanqi                            | 0+0             | 0+1 1+3 0+0     | 18:05,2 18:37,9 19:44,2         | 1+5                | 1:16:11,5    | +5:07,6 |         |                                                     |             |                 |                                 |     |           |   |
| 13.  | 6  | Białoruś                    | Iryna Leszczanka Dzinara Alimbiekawa Jelena Kruczinkina Hanna Soła         | 0+0 0+3 0+2     | 0+2 1+3 3+3 1+3 | 17:51,9 18:59,9 20:47,7 18:54,9 | 5+16               | 1:16:34,4    | +5:30,5 |         |                                                     |             |                 |                                 |     |           |   |
| 14.  | 15 | Polska                      | Monika Hojnisz-Staręga Kamila Żuk Kinga Zbylut Anna Mąka                   | 0+2 1+3 0+0     | 0+1 0+3 0+0     | 18:06,0 20:04,3 19:33,1 19:28,7 | 1+10               | 1:17:12,1    | +6:08,2 |         |                                                     |             |                 |                                 |     |           |   |
| 15.  | 12 | Estonia                     | Regina Oja Tuuli Tomingas Susan Külm Johanna Talihärm                      | 0+1 0+2 0+1 3+3 | 0+3 2+3 0+0     | 18:18,9 19:36,8 18:42,6 LAP     | LAP                | LAP          | LAP     |         |                                                     |             |                 |                                 |     |           |   |
| 16.  | 13 | Finlandia                   | Suvi Minkkinen Mari Eder Erika Jänkä Nastassia Kinnunen                    | 0+0 0+1 0+2     | 0+0 2+3         | 19:15,2 17:39,3 21:11,6 LAP     | LAP                | LAP          | LAP     |         |                                                     |             |                 |                                 |     |           |   |
| 17.  | 17 | Japonia                     | Fuyuko Tachizaki Sari Maeda Asuka Hachisuka Yurie Tanaka                   | 0+1 0+0 0+3     | 0+2 0+3 2+3     | 17:55,9 19:01,8 21:16,4 LAP     | LAP                | LAP          | LAP     |         |                                                     |             |                 |                                 |     |           |   |
| 18.  | 20 | Bułgaria                    | Milena Todorowa Marija Zdrawkowa Łora Christowa Danieła Kadewa             | 0+1 0+0 0+1     | 0+1 1+3 0+1     | 17:36,7 21:04,7 LAP             | LAP                | LAP          | LAP     |         |                                                     |             |                 |                                 |     |           |   |
| 19.  | 19 | Słowacja                    | Ivona Fialková Henrieta Horvátová Veronika Machyniaková Paulína Fialková   | 0+1 0+3 2+3     | 0+2 0+1         | 17:43,0 20:10,2 LAP             | LAP                | LAP          | LAP     |         |                                                     |             |                 |                                 |     |           |   |
| 20 ! | 11 | Szwajcaria                  | Irene Cadurisch Lena Häcki Selina Gasparin Amy Baserga                     | 0+2             | 0+1             | DNF                             | DNF                | DNF          | DNF     |         |                                                     |             |                 |                                 |     |           |   |